# رادیوی آماتور

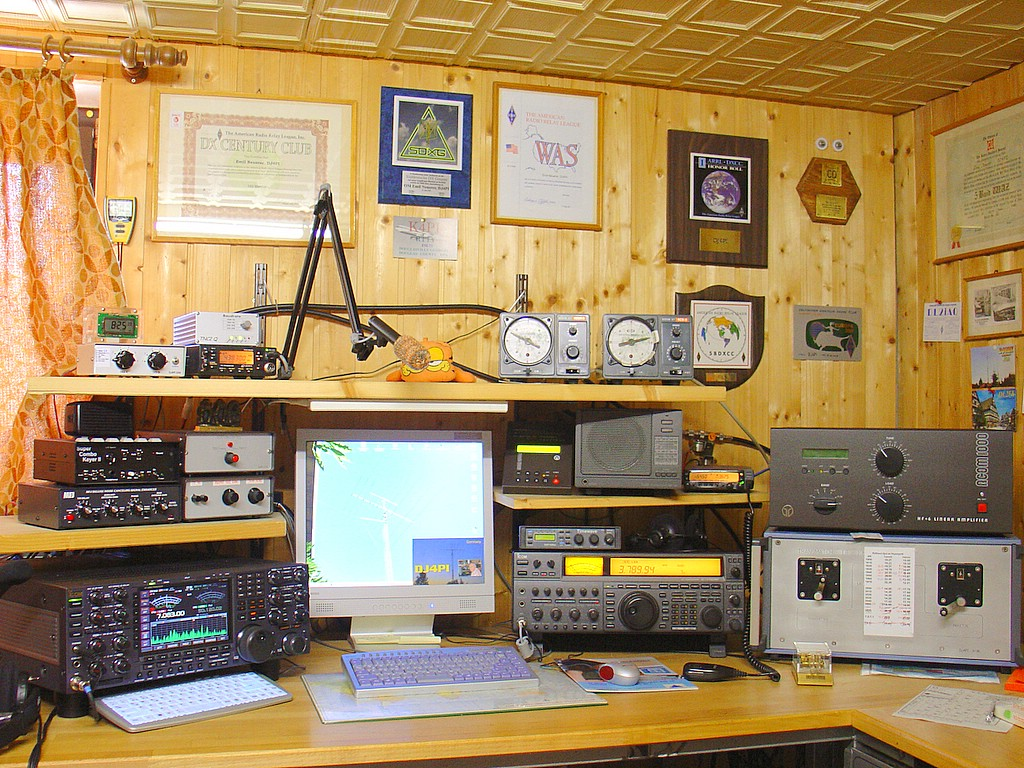
یک نمونه برای پایگاه رادیوی آماتور، در این پایگاه ۴ فرستنده، تقویت‌کننده و یک رایانه برای ثبت وقایع می‌بینیم. بر روی دیوار چند پاداش، مجوز و یک کارت QSL از یک پایگاه رادیوی آماتور خارجی وجود دارد.

رادیو آماتوری و فعالیت‌های گسترده آن منحصربه‌فرد یا گروه‌های خاصی نیست بلکه متعلق به همه مردمی است که می‌خواهند به وسیلهٔ فناوری بی‌سیم با دیگران ارتباط برقرار نمایند و همچنین مناسب کسانی است که به فنون مخابراتی و فنی و آزمایش کردن آن‌ها به صورت عملی علاقه‌مند هستند. مطابق قوانین کشور ایران رادیوآماتوری نوعی ارتباط رادیوئی است که به منظور خودآموزی و تبادل اطلاعات علمی و عملی وبررسی‌های فنی ارتباطی، بین رادیو آماتورهای مجاز در دنیا، برقرار می‌ شود و رادیو آماتور کسی است که بخاطر علاقه به فن ارتباطات رادیوئی و بدون هیچ گونه نظر انتفاعی و سیاسی، با دریافت پروانه رادیوآماتوری از وزارت ارتباطات وفناوری اطلاعات نسبت به انجام آزمایش‌های رادیوئی به‌منظور پیشبرد فن رادیو و الکترونیک اقدام می‌نماید.
به لحاظ به کارگیری امواج رادیوئی توسط رادیو آماتورها، تمامی کشورها مقرراتی وضع کرده اند تا آماتورهای آن کشور قبل از اقدام به ارتباط رادیوئی آزمون‌های فنی لازم را گذرانده باشند. هدف از برگزاری،پیش زمینه‌های فنی کافی برای طراحی، ساخت، نگهداری و به کارگیری تجهیزات خود را در حد بالاتر از استاندارد بدست آورده باشد تا موجب حداقل ریسک ایجاد اختلال رادیوئی در سایر سرویس‌ها شود. همین آموزش‌ها و آزمون‌های فنی است که رادیو آماتورها را تقریباً از تمامی به‌کارگیرندگان واقعی طیف فرکانس متمایز می‌سازد و در نتیجه شاهد گروه کثیری از جمعیت جهان در مشاغل فعالیت‌های مختلف هستیم که در کنار آن یک رادیو آماتور نیز محسوب می‌شوند، گروه‌های جوان دانشجویان و دانش‌آموزان، اساتید دانشگاه‌ها، متخصصین رشته‌های گوناگون، سیاستمداران و شاغلین حرفه‌های عمومی، بازنشستگان و از کارافتادگان و حتی معلولین را می‌توان در زمره رادیو آماتورهای جهان یافت.
رادیو آماتورهای دارای پروانه و مجوز قادر خواهند بود تا با دیگر رادیو آماتورها در سراسر کشور یا در سراسر جهان و حتی با فضانوردان در خارج از جو کره زمین ارتباط برقرار نمایند. رادیو آماتوری شامل یک فعالیت گروهی بین‌المللی است که طی آن، آماتورها می‌توانند از گستره فرکانسی وسیع و روش‌های ارتباطی مختلفی جهت برقراری ارتباط با دیگران به وسیلهٔ امواج رادیویی استفاده نمایند. آن‌ها در خلال این ارتباطات، با افرادی از سن و نژاد و حرفه‌های گوناگونی آشنا می‌شوند.
امروزه بیش از ۷۰۰ هزار رادیو آماتور در ایلات متحده وجود دارند و بیش از ۵/۲ میلیون نفر رادیو آماتور نیز در سراسر جهان وجود دارند.
در ایران در حال حاضر (۱۳۹۵) خورشیدی ۶۱ نفر رادیو آماتور قانونی وجود دارد. لیست رادیو آماتورهای ایرانی را می‌توانید مشاهده کنید.
ایستگاه رادیوآماتوری
ایستگاه رادیو آماتوری محلی است که تجهیزات مورد نیاز جهت برقراری ارتباطات رادیویی بر روی باندهای آماتوری در آنجا فراهم آمده‌است. ایستگاه‌های رادیو آماتوری انواع مختلفی دارند، این ایستگاه‌ها ممکن است در یک ساختمان، بر روی یک خودرو، یا حتی در فضا ایجاد شوند. هر ایستگاه توسط یک یا چند رادیو آماتور و با استفاده از علامت خطاب مورد بهره‌برداری قرار می‌گیرد.
فرکانس‌ها و روش‌های ارتباطی
رادیو آماتورها از فرکانس‌های رادیویی مختلفی جهت ارتباط استفاده می‌نمایند که البته در برخی از کشورها، افراد عادی که رادیو آماتور نیستند ولی به این فعالیت‌ها علاقه دارند، می‌توانند به کمک دستگاه‌های گیرنده یکطرفه رادیویی به این ارتباطات گوش دهند. فرکانس‌های مورد استفاده رادیو آماتوری در مرحله اول توسط اتحادیه جهانی ارتباطات ITU و در مرحله بعدی توسط سازمان‌های تنظیم مقررات و ارتباطات رادیویی هر کشور، تنظیم و توصیه می‌شوند. این فرکانس‌ها گستره وسیعی را از امواج کیلو هرتزی تا گیگاهرتزی را شامل می‌شوند که هر یک کاربردهایی مخصوص به خود دارند و در مواقع، روش‌ها و شرایط خاصی مورد استفاده قرار می‌گیرند. برای مثال در طول روز، گستره ۱۵ تا ۲۷ مگاهرتزی، باند مناسبی جهت ارتباطات دور برد است ولی در طول شب، گستره ۱٫۶ مگاهرتزی تا ۱۵ مگاهرتزی برای این امر مناسب تر خواهد بود. این باندها به امواج کوتاه معروف هستند و بر خلاف باندهای مورد استفاده در پخش رادیویی FM یا پخش تصاویر تلویزیونی که به صورت دید مستقیم حرکت می‌نمایند، عمل می‌کنند و از این جهت برد آن‌ها بیشتر از امواج رادیویی و تلویزیونی است.
رادیو آماتورها همچنین از انواع مختلفی از روش‌های ارتباطی بهره می‌گیرند، روش‌هایی مانند تبادل مورس، صدا، تصویر، دیجیتال و غیره. اغلب رادیو آماتورها، فعالیت خود را با روش‌های مورس و تلفنی (مکالمه) FM آغاز می‌کنند. از دیگر روش‌های پیشرفته تر رایج در برقراری ارتباط رادیو آماتوری، استفاده از سیستم‌های آماتور ماهواره‌ای است. در این روش رادیو آماتورها قادر خواهند بود تا در چندین نقطه از جهان با یکدیگر از طریق ماهواره‌هایی که نقش تکرارکننده را بر عهده دارند، ارتباط برقرار سازند.
در وضعیت‌های اضطراری و به هنگام وقوع سوانح و حوادثی همچون، سیل، طوفان، زلزله و غیره اغلب، سیستم‌های ارتباطی عمومی همچون خطوط تلفن ثابت و همراه، شبکه‌های برق‌رسانی و رایانه‌ای دچار اختلال و قطعی می‌شوند این درحالیست که در این شرایط، رادیوهای دوطرفه مورد استفاده رادیو آماتورها، از آنجایی که فارغ از سیم و کابل‌های دیگر شبکه‌های ارتباطی فعالیت می‌کنند، می‌توانند جایگزین مناسبی جهت برقراری ارتباطات اضطراری مورد نیاز و لازم جهت کمک به آسیب دیدگان و امدادرسانی واقع شوند.
جالب است بدانید که در مأموریت سفینه‌های فضایی، تقریباً همه خدمه سفینه، خود رادیو آماتور و دارای گواهینامه رادیو آماتوری هستند که در زمان‌هایی معین، به وسیله رادیوهایی با توان خروجی ۱ تا ۵۰ وات، از کنار پنجره سفینه فضایی با دیگر رادیو آماتورها ارتباط برقرار نموده و با آن‌ها گفتگو می‌کنند.
هر یک از علاقه‌مندان به فنون رادیو آماتوری، در همه جای دنیا ملزم به گذراندن دوره‌های آموزشی و آزمون‌های مربوطه جهت دریافت گواهینامه و پروانه رادیو آماتوری خواهند بود. آزمون‌ها معمولاً شامل الکترونیک، مخابرات، امواج رادیویی، و قوانین و مقررات محلی و منطقه‌ای در زمینه رادیو آماتوری است.
گواهینامه رادیو آماتوری:
در اغلب کشورها، رادیو آماتورها برای کسب مجوزهای قانونی و گواهینامه رادیو آماتوری ملزم به کسب برخی از شرایط و مهارت‌ها و همچنین گذراندن آزمون‌های مربوطه هستند و از این نظر رادیو آماتوری، با دیگر سرویس‌های رادیویی عمومی نظیر باند شهروندی، و باند خانواده و غیره که نیازی به کسب مجوز ندارند، تفاوت عمده‌ای دارد اما در عوض، رادیو آماتورها قادر خواهند بود تا بر روی امواج و باندهای مختلف و با تجهیزات گسترده‌تری با اقصی نقاط جهان به برقراری ارتباط و فعالیت بپردازند که این امر در مورد دیگر سرویس‌هایی که ذکر شد مصداق ندارد.
ضوابط و قوانین ملی دریافت پروانه
رادیو آماتور برای برقراری ارتباط رادیوئی به تأسیس ایستگاه رادیوئی اقدام می‌نماید و ایستگاه رادیوآماتوری عبارت از مجموعه ثابت و متحرکی است که از یک یا چند دستگاه فرستنده و گیرنده فراهم شده و پس از صدور پروانه تأسیس ایستگاه مورد استفاده قرار می‌گیرد.
علاوه بر پروانه تأسیس ایستگاه، رادیوآماتوری نسبت به دریافت گواهینامه رادیوآماتوری نیز اقدام می‌نماید و این گواهینامه، اجازه‌نامه‌ایست که از طرف وزارت ارتباطات وفناوری اطلاعات به اشخاص حقیقی برای اشتغال به کارهای رادیوآماتوری داده می‌شود.
پس از دریافت گواهینامه رادیوآماتوری و پروانه تأسیس ایستگاه رادیوآماتوری با دریافت علامت خطاب (Call Sign) مجاز به تأسیس ایستگاه و بهره‌برداری از دستگاه‌های فرستنده و گیرنده که خود آن‌ها را ساخته یا خریداری نموده‌است، می‌شود. لازم است ذکر شود علامت خطاب یا Call Sign مشخصه‌ای است که قبل و در انتهای برقراری ارتباط رادیوآماتوری و به منظور معرفی ایستگاه اعلام می‌شود.
طبق قوانین کشور ایران پروانه رادیوآماتوری درجه سه به کسانی داده می‌شود که:
1. دارای ۱۶ سال تمام سن باشند.
2. در آزمون‌های کتبی مربوطه قبول شوند.
3. صلاحیت اخلاقی و سیاسی آنان مورد تأیید قرار گیرد.

دارندگان این پروانه می‌توانند در باندهای آماتوری ۷، ۱۴، ۲۱، ۲۸ مگاهرتز و VHF از فرستنده تلگرافی با حداکثر قدرت متوسط ۳۰ وات استفاده نمایند.
برای دریافت پروانه رادیوآماتوری درجه ۲، رادیو آماتور بایستی حداقل ۶ ماه با پروانه مبتدی درجه ۳ کارکرده باشد و از عهده امتحانات مربوطه نیز برآید. دارندگان آن می‌توانند در کلیه باندهای آماتوری از فرستنده‌هایی با حداکثر قدرت ۱۰۰ وات استفاده نمایند.
پروانه رادیوآماتوری پیشرفته درجه ۱، به کسانی داده می‌شود که علاوه بر دارا بودن شرایط دارندگان پروانه رادیوآماتوری درجه ۲، بتوانند از عهده امتحانات تکمیلی برآیند و مجاز به مخابره تلفنی و تلگرافی تله تایپ و ارسال تصویر SSTY در باندهای HF، حداکثر با قدرت ۲۰۰ وات و VHFبا حداکثر قدرت ۵۰ وات و UHF با حداکثر قدرت ۳۰ وات می‌باشند که در شرایط خاص قدرت‌های مذکور به تشخیص مدیریت فرکانس و روابط بین‌الملل تا ۴۰۰ وات قابل افزایش است.
دولت‌ها و انجمن‌های رادیوآماتوری
در بسیاری از کشورها، رادیو آماتورها با همت خود انجمن‌هایی را به صورت غیردولتی تشکیل داده و فعالیت‌هایی را به صورت مشارکتی و هماهنگ به انجام می‌رسانند. برای مثال انجمن‌های رادیو آماتوری ایالات متحده، بریتانیا و کانادا یا ژاپن از معروف‌ترین این تشکل‌ها هستند.
فرمولی برای آینده
به نظر می‌رسد رادیو آماتوری امروزه با گام برداشتن به سمت سیستم‌های ارتباطی جدید و حرکت در جهت تحولات دیجیتالی، از جذابیت بیشتری برخوردار شده باشد، علاوه بر اینکه در حال حاضر بحث‌ها و جدل‌ها بر سر حذف آزمون عملی مخابره مورس از مراحل دریافت گواهینامه رادیو آماتوری در ایالات متحده و دیگر کشورها درگرفته‌است و FCC به زودی در این باره تصمیم خواهد گرفت.
وضعیت کشور ایران
از سوی دیگر آنچه طی سال‌های اخیر بر سر سرویس‌های رادیویی عمومی و آماتوری در کشور ما گذشته‌است، یادآور وضعیت اسفبار این قبیل سرویس‌ها است. رادیو آماتوری، سرویس رادیویی مهجور مانده کشور ایران، چندین سال است که به‌طور کل از سوی متولی اصلی آن که همانا سازمان تنظیم مقررات و ارتباطات رادیویی یا همان رگولاتوری است به دست فراموشی سپرده شده‌است و نه آزمونی برای صدور مجوز آن برگزار می‌شود و نه قوانین و مقررات و آیین‌نامه‌های آن که حداقل متعلق به ۴۰ سال پیش است، از سوی رگولاتوری مورد بازبینی قرار می‌گیرد.
این در حالی است که دنیا رویکرد دیگری را همسو با تحولات دیجیتالی نسبت به رادیوآماتوری برگزیده و همگام با فناوری دیجیتال در صنایع ارتباطی، افق‌های نوینی را نیز برای رادیو آماتورها گشوده‌است، از آن جمله می‌توان به شبکه‌های وسیع ارتباط رادیو آماتورهای دیجیتال که مبتنی بر فناوری ROIP عمل می‌نمایند یا سیستم‌های ارتباط ماهواره‌ای رادیو آماتوری اشاره نمود.